# روجنافا
روجنافا (بالسلوفاكية: Rožňava)‏ مدينة في شرق سلوفاكيا وتتبع إقليم كوشيتسه.

## توأمة
لروجنافا اتفاقيات توأمة مع كل من:
- Belváros-Lipótváros [الإنجليزية]‏
- غلروس
- Szerencs [الإنجليزية]‏
- تشيسكي تشين
- جيشن
- باتشكا توبولا

## أعلام
- هينريتا فاركاشوفا
- أندرياس سينجر
- جوزيف كاسبر